# Supersport Series 2006/07
Die Supersport Series 2006/07 war die 78. Saison des vormals als Currie Cup bekannten nationalen First-Class-Cricket-Wettbewerbes in Südafrika und wurde vom 23. November 2006 bis zum 15. Februar 2007 ausgetragen. Gewinner waren die Titans, die somit ihren zweiten First-Class Titel gewannen.

## Format
Die Mannschaften spielten in einer Division gegen jede andere jeweils zwei Spiele. Für einen Sieg erhielt ein Team zunächst 10 Punkte, für ein Unentschieden (beide Mannschaften erzielen die gleiche Anzahl an Runs) 6 Punkte. Sollte kein Ergebnis erreicht werden und das Spiel in einem Remis enden, bekommen beide Mannschaften 0 Punkte, wenn das Spiel abgesagt wird, 5 Punkte. Zusätzlich besteht die Möglichkeit, in den ersten 100 Over des ersten Innings Bonuspunkte zu sammeln. Dabei werden für die ersten 150 Runs ein Punkt und für jeden weiteren Run 0,02 Punkte vergeben, jeweils 1 Bowling Bonus Punkte gibt es für das Erreichen des 3, 5, 7, 9 Wickets. Im Falle einer Reduktion der Spieldauer auf einen Tag werden keine Bonuspunkte vergeben. Des Weiteren ist es möglich, dass Mannschaften Punkte abgezogen bekommen, wenn sie beispielsweise zu langsam spielen oder der Platz nicht ordnungsgemäß hergerichtet ist. Am Ende der Saison ist der Sieger der Division der Gewinner der Meisterschaft.

## Resultate

### Tabelle
Die Tabelle der Saison nahm Ende die nachfolgende Gestalt an. Die Punktabzüge erfolgten auf Grund von zu langsamer Spielweise.
| Teams          | Sp. | S | N | U | R | A | Bat   | Bwl | Ded | Punkte |
| -------------- | --- | - | - | - | - | - | ----- | --- | --- | ------ |
| Titans         | 10  | 8 | 0 | 0 | 2 | 0 | 34.24 | 35  | 0   | 149.24 |
| Highveld Lions | 10  | 4 | 3 | 0 | 3 | 0 | 33.18 | 34  | 0   | 107.18 |
| Eagles         | 10  | 3 | 2 | 0 | 5 | 0 | 39.72 | 26  | 0   | 95.72  |
| Warriors       | 10  | 1 | 3 | 0 | 6 | 0 | 35.84 | 34  | 1   | 78.84  |
| Dolphins       | 10  | 2 | 5 | 0 | 3 | 0 | 30.16 | 24  | 0   | 74.16  |
| Cape Cobras    | 10  | 0 | 5 | 0 | 5 | 0 | 25.94 | 23  | 1   | 47.94  |

Sieg: 10 Punkte; Remis: 0 Punkte